# ウインターチャンピオン
ウインターチャンピオンは、佐賀県競馬組合が佐賀競馬場ダート1400mで施行する地方競馬の重賞競走である。正式名称は「サンケイスポーツ杯 ウインターチャンピオン」。サンケイスポーツが優勝杯を提供している。

## 概要
2018年度の番組改編において新設された、佐賀競馬所属の3歳以上馬による冬の短距離重賞競走である。
2021年度（第4回）は施行時期が前年度の2月から12月に移されたため、2021年は年内に2回施行となった。

### 条件・賞金（2024年）
条件
サラブレッド系3歳以上オープン、佐賀所属
負担重量
定量（3歳54kg、4歳以上56kg、牝馬2kg減）
賞金額
1着400万円、2着140万円、3着80万円、4着60万円、5着40万円、着外8万円。
副賞
サンケイスポーツ代表賞、佐賀県知事賞、佐賀県馬主会会長賞、佐賀県競馬組合管理者賞。

## 歴代優勝馬
| 回次  | 施行日         | 優勝馬           | 性齢 | 所属 | タイム | 優勝騎手   | 管理調教師 | 馬主                           |
| ----- | -------------- | ---------------- | ---- | ---- | ------ | ---------- | ---------- | ------------------------------ |
| 第1回 | 2019年1月27日  | シゲルクロマグロ | 牡6  | 佐賀 | 1:28.6 | 山口勲     | 九日俊光   | 森中蕃                         |
| 第2回 | 2020年1月26日  | ドラゴンゲート   | 牡8  | 佐賀 | 1:28.0 | 田中純     | 三小田幸人 | 平本敏夫                       |
| 第3回 | 2021年2月28日  | ドラゴンゲート   | 牡9  | 佐賀 | 1:26.8 | 飛田愛斗   | 三小田幸人 | 平本敏夫                       |
| 第4回 | 2021年12月5日  | ミスカゴシマ     | 牝4  | 佐賀 | 1:29.0 | 石川慎将   | 平山宏秀   | 上村裕希                       |
| 第5回 | 2022年12月4日  | ダイリンウルフ   | 牡5  | 佐賀 | 1:30.0 | 石川倭     | 真島元徳   | 廣松一義                       |
| 第6回 | 2023年11月26日 | ロンドンテソーロ | 牡7  | 佐賀 | 1:27.0 | 山下裕貴   | 鮫島克也   | 了徳寺健二ホールディングス(株) |
| 第7回 | 2024年12月8日  | ダイリンウルフ   | 牡7  | 佐賀 | 1:28.1 | 山本咲希到 | 真島元徳   | 廣松一義                       |

### 競走結果の出典
- ウインターチャンピオン 歴代優勝馬 - 地方競馬全国協会
- JBISサーチ
  - 2019年、2020年、2021年、2021年、2022年、2023年、2024年